# ملعب بلدية لوسيو فارينا فرنانديز
ملعب بلدية لوسيو فارينا فرنانديز (بالإنجليزية: Estadio Municipal Lucio Fariña Fernández)‏ هو ملعب كرة قدم يقع في كويلوتا، تشيلي، يتسع لـ 7,680 متفرج.

## التاريخ
بدأ بناء الملعب في 2010 وافتتح في 15 سبتمبر 2010.